# Шорыгин, Павел Полиевктович
Павел Полиевктович Шорыгин (16 (28) апреля 1881 года, с. Горки Ковровского уезда Владимирской губернии — 29 апреля 1939 года, Москва) — советский химик-органик, академик АН СССР (29 января 1939).

## Биография
Сын купца Полиевкта Тихоновича Шорыгина — одного из основателей Товарищества Шуйской мануфактуры.
Окончил с золотой медалью реальное училище Воскресенского в Москве (1898), и химический факультет ИМТУ (1903) — отделение «Беление, крашение и ситцепечатание».
В 1903 году уехал в Германию и поступил во Фрейбургский университет. В 1906 г. сдал докторские экзамены (тема диссертации — «О химической люминесценции. Кристаллолюминесценция и триболюминесценция»). По возвращении в Россию до 1911 г. работал в ИМТУ в должности ассистента кафедры неорганической химии.
В 1911 году защитил в Московском университете магистерскую диссертацию на тему: «Исследования в области металлоорганических соединений натрия». Две открытых им реакции вошли под его именем в классическую химию.
В 1911—1918 после смерти отца был директором Товарищества Шуйской мануфактуры.
В 1918—1928 доцент МВТУ, читал курс химии углеводов для будущих специалистов сахарной промышленности и химию взрывчатых веществ для студентов спецкафедры. В 1919 и 1920 возглавил кафедры органической химии в Ветеринарном и Лесохимическом институтах. В 1925 году оба вуза были переведены в Ленинград и Шорыгин переходит на работу в Московский химико-технологический институт им. Д. И. Менделеева на должность профессора и зав. кафедрой органической химии.
В 1927 году опубликовал монографию «Химия углеводов».
Для организации в СССР производства искусственного волокна был создан специальный комитет, в котором Шорыгин возглавил Технический совет. В 1928 г. под его руководством была организована в МВТУ первая в СССР кафедра, готовившая специалистов по производству вискозного шёлка. В 1930 году при разделении МВТУ на несколько вузов эта кафедра была передана в состав ВХА РККА. В 1934 г. кафедра была переведена в МХТИ им. Д. И. Менделеева, где П. П. Шорыгин заведовал ею до сентября 1937 г. В 1930-1938 гг. – научный руководитель НИИ искусственного волокна.
Другим направлением его деятельности стал синтез душистых веществ для парфюмерной промышленности. Предложенные им методы нашли широкое применение во многих странах.
Мировую известность принесли учёному исследования в области натрийорганических соединений. Написал много раз переиздававшиеся монографии «Химия углеводов» и «Химия целлюлозы». Автор вышедшего в 1939 году учебника «Курс органической химии».
Доктор химических наук (1934 - без защиты диссертации). Академик АН СССР (29.01.1939; член-корреспондент 1932).
Похоронен на Введенском кладбище (13 уч.).

## Семья
Первая жена (1905) — Лидия Ивановна Красильщикова (из рода Красильщиковых, ум. в 1920 от туберкулёза). Сыновья:
- Андрей (1906—1999) — профессор, доктор технических наук, занимался проблемами автоматики.
- Пётр (1911—2009) — химик, член-корреспондент РАН, лауреат Государственной премии.

Вторая жена (1925) — Наталья Владимировна Волкова. Сын:
- Олег (р. 1931) — доктор технических наук , лауреат Государственной премии СССР.

Третья жена (1936) — Надежда Николаевна Макарова-Землянская.